# Planetarian: Hoshi no Hito
Planetarian: Hoshi no Hito (planetarian～星の人～ dịch: "Planetarian: con người của ngôi sao") là bộ phim hoạt hình Nhật Bản lấy bối cảnh hậu tận thế do Naokatsu Tsuda đạo diễn, dựa trên visual novel planetarian ~Chiisana Hoshi no Yume~ của Key.